# Arthroleptis spinalis
Arthroleptis spinalis es una especie de anfibios de la familia Arthroleptidae.
Es endémica de la República Democrática del Congo.